# Setaria pseudaristata
Setaria pseudaristata är en gräsart som först beskrevs av Albert Peter, och fick sitt nu gällande namn av Pilg.. Setaria pseudaristata ingår i släktet kolvhirser, och familjen gräs. Inga underarter finns listade i Catalogue of Life.